# Sigi Domke
Sigi Domke (* 28. Januar 1957 in Besow, Hinterpommern) ist als deutscher Theaterregisseur, Komponist und Musiker ein Langzeit-Schreiber für Herbert Knebel, Autor für das Theater Freudenhaus in Essen und Christian Stratmanns „Mondpalast von Wanne-Eickel“ in Herne, Spezialist für Ruhrgebietskomödien wie „Freunde der italienischen Oper“, „Ronaldo und Julia“ und die „Ruhr-Revue“.
Nach vielen Jahren als Bassist in diversen Bands gründete er 1988 gemeinsam mit Uwe Lyko „Herbert Knebels Affentheater“, spielte dort bis 1993 und wurde durch Georg Goebel-Jakobi (Ozzy Ostermann, Gitarre) ersetzt. Seitdem ist Sigi Domke zusammen mit Uwe Lyko und Martin Breuer verantwortlich für alle Bühnenprogramme, Radiobeiträge, Buch und CD-Veröffentlichungen des Affentheaters und Herbert Knebel solo. Bekannter ist er aber mittlerweile als Theaterautor. Seine Ruhrgebietskomödien für das Theater Freudenhaus (seit 1996), sowie für den Mondpalast (seit 2004) sind der Renner in der Region. 1997 verfasste er das Buch zur Geschichte von „Herbert Knebels Affentheater“ unter dem Titel „Knapp vorbei, doch nie daneben“, 2006 erschien sein Buch „Wie sieht denn die Omma aus?! - Märchen und andere Klassiker erzählt fürs Ruhrgebiet“, 2006 „Die Koplecks in: Freunde der italienischen Oper“; 2013 veröffentlichte er gemeinsam mit Michael Hüter (Illustrationen): „Helden sind immer die anderen. Urkomische Kämpfe mit dem Alltag“. 2014 folgte „Wat ne Gegend! Überlebensratgeber Ruhrgebiet“, ebenfalls illustriert von Michael Hüter. Im September 2016 erschien Sigi Domkes erster Roman: „Nachbarn in Bäumen“, 2017 „Pinkelpausen und Tai-Chi“, 2018 „Sie sächselt leicht beim Bellen“. Alle Bücher wurden im Henselowsky Boschmann Verlag veröffentlicht, ebenso das 2018 erschienene Hörbuch „Sigi Domke liest sich ’n Wolf“. 2023 folgten der Roman „Glückspilz“ und der Lyrikband „Tierischer Unsinn“ im Hummelshain Verlag.

## Theaterproduktionen (Auswahl)
- Freunde der italienischen Oper (Text)
- Die Sphinx auf dem Dach (Text und Regie)
- Der Klomann und sein tanzender Sohn (Text, Musik und Regie)
- Sissifuß (Text und Regie)
- Die Indianer vom Revier (Text)
- Die Ruhrrevue (Text)
- Die Liebenden von Balkonien (Text und Regie)
- Einsatz für Gruga fuffzehn (Text und Regie)
- Ronaldo und Julia (Text)
- Koplecks im Klinsch (Text)
- Ein Kopleck geht fremd (Text)
- Koplecks gehn am Stock (Text)
- Wat ne herrliche Welt (Text)
- Fußballfieber (Text zus. mit Frank Göhre)
- Supermann – das Stück zum Heft (Text, Musik und Regie)
- Die Pätschwörks (Text und Regie)
- Peterchens Mondfahrt (Textbearbeitung und Musik)
- Cyrano (Regie)
- Hochzeit alla turca (Text)
- Die Pätschwörks – Die neue Frau (Text und Regie)
- Herr Scheitel sein Halbmondsalon (Text)

## Werke (Auswahl)
- Die Kühlschrank-Verschwörung. Verlag Henselowsky Boschmann, Bottrop 2021, ISBN 978-3-948566-07-4.
- Sigi Domke liest sich ’ Wolf. Hörbuch Verlag Henselowsky Boschmann, Bottrop 2017, ISBN 978-3-942094-87-0.
- Sie sächselt leicht beim Bellen. Eine soziale Mediensatire. Verlag Henselowsky Boschmann, Bottrop 2017, ISBN 978-3-942094-83-2.
- Pinkelpausen und Tai Chi. Roman. Verlag Henselowsky Boschmann, Bottrop 2017, ISBN 978-3-942094-71-9.
- Nachbarn in Bäumen. Eine verrückte Geschichte. Roman. Verlag Henselowsky Boschmann, Bottrop 2016, ISBN 978-3-942094-63-4.
- Erster Kuss und dritte Zähne. Ruhrpott-Gedichte für jede Gelegenheit. Verlag Henselowsky Boschmann, Bottrop 2015, ISBN 978-3-942094-51-1.
- Wat ne Gegend! Überlebensratgeber Ruhrgebiet. Verlag Henselowsky Boschmann, Bottrop 2014, ISBN 978-3-942094-42-9.
- Helden sind immer die anderen. Urkomische Kämpfe mit dem Alltag. Verlag Henselowsky Boschmann, Bottrop 2013, ISBN 978-3-942094-35-1.
- Knapp vorbei, doch nie daneben – Zur Geschichte von die Gruppe. Verlag Henselowsky Boschmann, Bottrop 1997, ISBN 3-922750-31-1.
- Wie sieht denn die Omma aus – Märchen und andere Klassiker nacherzählt fürs Ruhrgebiet. Verlag Henselowsky Boschmann, Bottrop 2006, ISBN 3-922750-64-8.
- Die Koplecks in: Freunde der italienischen Oper. Bottrop, Verlag Henselowsky Boschmann, 2007, ISBN 978-3-922750-72-7.
- Fußball im Mondpalast. In: Hermann Beckfeld (Hrsg.): ... der Boss spielt im Himmel weiter. Fußball-Geschichten aus dem Ruhrgebiet. Verlag Henselowsky Boschmann, Bottrop 2006, ISBN 3-922750-62-1.